# 주왕산로
주왕산로(Juwangsan-ro)는 대한민국의 경상북도 청송군 청송읍에서 시작하여, 영덕군 달산면을 거쳐 연결하는 도로이다.

## 노선 경로
| 이름               | 접속 노선                          | 소재지 | 소재지   | 비고 |
| ------------------ | ---------------------------------- | ------ | -------- | ---- |
| 청운삼거리         | 국도 제31호선 (청송로)             | 청송군 | 청송읍   |      |
| 청운교(용전천)     |                                    | 청송군 | 청송읍   |      |
| 송생삼거리         | 중앙로                             | 청송군 | 청송읍   |      |
| 고평교(주방천)     |                                    | 청송군 | 청송읍   |      |
| 고평삼거리         | 만평로                             | 청송군 | 주왕산면 |      |
| 하의교             |                                    | 청송군 | 주왕산면 |      |
| 주왕교(주방천)     |                                    | 청송군 | 주왕산면 |      |
| 주왕산삼거리       | 공원길                             | 청송군 | 주왕산면 |      |
| 이전삼거리         | 지방도 제918호선 (부동로)          | 청송군 | 주왕산면 |      |
| 이전사거리         | 주산지길 이전앞길                  | 청송군 | 주왕산면 |      |
| 설티삼거리         | 얼음골로                           | 청송군 | 주왕산면 |      |
| 봉산교(소서천)     |                                    | 영덕군 | 달산면   |      |
| 덕산교(소서천)     |                                    | 영덕군 | 달산면   |      |
| 하덕교(소서천)     |                                    | 영덕군 | 달산면   |      |
| (구)용전교(소서천) |                                    | 영덕군 | 달산면   |      |
| 상오교(소서천)     |                                    | 영덕군 | 달산면   |      |
| 인곡교(소서천)     |                                    | 영덕군 | 달산면   |      |
| 대지삼거리         | 국가지원지방도 제69호선 (팔각산로) | 영덕군 | 달산면   |      |

## 주요 건물 및 시설
- 청송군농업기술센터 - 경상북도 청송군 청송읍 주왕산로 177
- 청송민속박물관 - 경상북도 청송군 청송읍 주왕산로 222
- 봉산마을회관 - 경상북도 영덕군 달산면 주왕산로 2779-10

## 관할 구역
- 경상북도
  - 청송군 - 영덕군

## 같이 보기
- 주왕산